# Березовський Володимир Антонович
Володимир Антонович Березовський (1852, Владимирська губернія — 1917, Петроград) — російський військовий видавець та книготорговець.

## Біографія
Народитися 14 (26) квітня 1852 року. Початкове виховання отримав у 2-му Московському кадетському корпусі. Закінчивши в 1871 році курс в 3-му Олександрівському училищі по 1-му розряду, в офіцерському чині поступив на службу в Лейб-гвардії Павловському полку і, командуючи ротою Його Величності, брав участь у Російсько-турецькій війні 1877—1878 років. Під Горішнім Дибником був два рази поранений, нагороджений орденом Святого Станіслава ІІІ ступеня з мечами і бантом. Після закінчення війни служив старшим ад'ютантом штабу Гвардійського корпусу, в 1882 році удостоєний ордена Святої Анни ІІІ ступеня, а в 1885 році — орден Святого Станіслава ІІ ступеня.
Близько стикаючись зі службою та заняттями військ, Березовський помітив потребу в посібниках та керівництвах для навчання військовій справі і, вийшовши у відставку з чином капітана гвардії в 1879 році, почав свою книготорговельну і видавничу діяльність.
У 1886 році він у чині капітана вийшов у відставку і повністю віддався військово-книжковій справі. Кращі військові письменники (Драгомиров, Куропаткін, Редігер, Масловський, Пузиревський, Сухомлинов та інші) стали віддавати його фірмі видання своїх праць.
У 1888 році з'явився «Листок контори та складу В. А. Березовського», який потім перетворився на щотижневий ілюстрований військовий журнал «Разведчик», який досяг великого поширення в армії. Окрім журналу «Разведчик», Березовський видавав: військово-бібліографічний журнал «Вестовой» та щотижневий журнал для нижніх чинів «Витязь».
Серед великих видавничих проєктів Березовського особливо варто відзначити «Енциклопедію військових і морських наук» у восьми томах, що виходила під редакцією Г. А. Леєра (СПб., 1883—1897). До червня 1910 року В. А. Березовським випущено 3050 видань.
Помер 21 лютого (6 березня) 1917 року і похований 24 лютого в Петрограді на кладовищі Новодівичого монастиря.